# Dídimo (escolástico)
Dídimo (em latim: Didymus; em grego: Διδύμος; romaniz.: Didymos) foi um escolástico bizantino do começo e/ou meados do século V. Pouco se sabe sobre sua vida, exceto que foi destinatário de três das inúmeras epístolas de Isidoro de Pelúsio: a 152, a 206 (na qual relata-se o conflito entre o filho mais novo e o mais velho de Dídimo) e a 207.